# Herman Charles Merivale
Herman Charles Merivale, född den 27 januari 1839, död den 14 januari 1906, var en brittisk författare, sonson till John Herman Merivale, son till Herman Merivale, brorson till Charles Merivale.
Merivale blev 1864 advokat, innehade flera juridiska ämbetsposter och utgav 1878–80 "Annual Register". Han skrev dikter och skådespel, bland annat All for Her (1874), The White Pilgrim, and Other Poems (1875), The Don (1888) och Ravenswood (1890).